# Barnell Bohusk
Barnell Bohusk meglio conosciuto come Becco (Beak) o come il supereroe Blackwing è stato creato da Grant Morrison ed Ethan Van Sciver. La sua apparizione come Becco avviene in New X-Men (vol. 1) n. 117 (ottobre 2001).

## Biografia del personaggio
Barnell nacque nei Paesi Bassi, e durante la pubertà scoprì di essere un mutante, quando vide il suo corpo trasformarsi in quello di un umanoide dall'aspetto di uccello, con tanto di piume, artigli e becco (che poi diverrà il suo nome in codice).
In seguito si trasferì negli States e divenne uno studente dell'Istituto Xavier. Quando Cassandra Nova s'impadronì della scuola, sotto il suo controllo malmenò Hank McCoy con una mazza da baseball. Dopo che Cassandra venne sconfitta e col riprendere della regolarità a scuola venne baciato da Angel Salvadore, una ragazzina con le ali da mosca, che lo aveva baciato tuttavia solo per vincere una scommessa.
Tempo dopo si dichiarò colpevole del tentato omicidio di Emma Frost, tentando di coprire Angel, che aveva sparato a Emma sotto l'influenza mentale di Esmé. Quando Magneto ritornò e distrusse l'istituto, Angel e Barnell stavano inizialmente dalla sua parte. In seguito Barnell, disgustato dalla mania assassina contro gli esseri umani del signore del magnetismo, gli si rivolse contro. Dopo questi eventi, nonostante tutto, il rapporto tra Angel e Barnell diventerà più intimo, finché i due non metteranno su famiglia.

## Exiles
Il mutante divenne in seguito un membro degli Exiles, un gruppo di mutanti che lavorano per impedire alla realtà di cambiare, lasciando però sola sua moglie, in quanto si ritroverà scardinato dalla sua linea temporale.
Becco salvò molte terre da un Hyperion malvagio che aveva preso il controllo di una base che era collegata a molte realtà mandandogli contro altre versioni, buone, di se stesso. Finalmente tornò nella sua dimensione, che però era stata trasformata grazie a Wanda Maximoff, dove incontrò Proteus che s'impossessò del corpo di sua moglie, uccidendola. Fortunatamente, quando la realtà torno alla normalità, Barnell e Angel tornarono alla vita di sempre, sebbene entrambi non avessero più poteri e acquisirono un aspetto umano, totalmente normale.

## New Warriors
Barnell adotterà l'identità di Blackwing per combattere i criminali e le forze della registrazione con i New Warriors, dotato dal nuovo Night Thrasher, un costume che gli permette di volare.

## Poteri e abilità
Quando Barnell era un mutante aveva l'aspetto di un uccellino appena nato e poteva compiere voli per brevi tratti, grazie alle sue braccia piumate. Inoltre possedeva una discreta agilità ed un robusto becco e degli artigli affilati come arma offensiva.
Attualmente ha un aspetto umano e si è impossessato di un costume datogli dai New Warriors, il Blackwing, che gli permette di volare.

## Altri media
Becco faceva parte del cast di comprimari del film X-Men le origini - Wolverine. Nella pellicola sarebbe stato interpretato da Dominic Monaghan, che interpreta invece Bolt, mentre Barnell Bohusk non compare.